# Општина Лозница (Бугарска)
Општина Лозница се налази у североисточној Бугарској и једна је од општина у области Разград.

## Географија

### Географски положај, границе, величина
Општина се налази у јужном делу области Разград . Са површином од 240,613 км2 заузима шесто, претпоследњег место међу седам општина у региону, што представља 9,9% у региону. Њене границе су следеће:
- на северозапад – Општина Разград;
- на североисток – Општина Самуил;
- на исток – Општина Хитрино, Област Шумен;
- на југ – Општина Трговиште, Општина Трговиште.

## Становништво

### Етнички састав (2011)
|                   | Бројност | (%)    |
| Укупно            | 9 265    | 100,00 |
| Бугари            | 2 812    | 30,35  |
| Турци             | 4 440    | 47,92  |
| Роми              | 59       | 0,64   |
| Други             | 190      | 2,05   |
| Не изјашњени      | 164      | 1,77   |
| Нису дали одговор | 1 600    | 17,27  |

### Насељена места
Општина има 16 насеља са популацијом од 9-265 људи (01.02.2011).
| Насељено место | Становништво (2011 г.) | Површина земљишта km² | (старо име) | Насељено место | Становништво (2011 г.) | Површина земљишта km² | (старо име)           |
| -------------- | ---------------------- | --------------------- | ----------- | -------------- | ---------------------- | --------------------- | --------------------- |
| Бели Лом       | 747                    | 19,808                | Дуран       | Манастирско    | 171                    | 7,459                 | Теке мала             |
| Веселина       | 917                    | 21,481                | Кара бара   | Манастирци     | 288                    | 12,119                | Чукур кушла, Теке     |
| Гороцвет       | 408                    | 18,641                | Иутиуклер   | Сејдол         | 529                    | 13,406                |                       |
| Градина        | 346                    | 14,654                | Ерджи       | Плава вода     | 844                    | 15,660                | Гокцен су             |
| Каменар        | 494                    | 21,196                | Ташчи       | Студенец       | 382                    | 12,714                | Соудјак               |
| Крояч          | 143                    | 10,628                | Хасан терзи | Трапиште       | 585                    | 16,471                | Чукурово              |
| Ловско         | 675                    | 13,746                | Шекере      | Трубач         | 174                    | 7,361                 | Борозан               |
| Лозница        | 2230                   | 24,130                | Кобадан     | Чудомир        | 332                    | 11,139                | Кара иб               |
|                |                        |                       |             | УКУПНО         | 9265                   | 240,613               | нема насеља без земље |